# Mauno Roiha
 (avril 2024).
Mauno Taneli Roiha (né le 6 septembre 1911 à Vyborg, mort le 7 mars 1981 à Lahti) est un cavalier finlandais de saut d'obstacles et de concours complet.

## Carrière

### Militaire
Mauno Roiha est lieutenant-colonel dans l'armée finlandaise. Il sert dans le régiment de cavalerie de Häme dans les années 1930. Il participe à la guerre d'Hiver puis à la guerre de Continuation en tant que commandant du 3e escadron du régiment. Il est grièvement blessé lors des violents combats à l'est en 1940 et de nouveau lors de la phase offensive de 1941 dans les forces du groupe Oinonen à Säämäjärvi, en Carélie orientale.

### Sportive
Il remporte le championnat finlandais de saut d'obstacles en 1949, 1950 et 1951 avec le cheval Roa.
Roiha participe aux Jeux olympiques d'été de 1948 à Londres avec Roa à l'épreuve de concours complet. Il termine 28e de l'épreuve individuelle, l'équipe de Finlande est éliminée de l'épreuve par équipes.
Roiha participe aux Jeux olympiques d'été de 1952 à Helsinki à la fois dans le saut d'obstacles et dans le concours complet. À nouveau avec Roa, au saut d'obstacles, il est éliminé de l'épreuve individuelle, l'équipe de Finlande est éliminée de l'épreuve par équipes. Lors du concours complet, avec Laaos, il est en tête après l'épreuve de dressage, mais est disqualifié après le cross-country. L'équipe de Finlande est éliminée de l'épreuve par équipes.
En 1955, il est l'entraîneur-chef de l'équipe olympique nommée par la fédération finlandaise. Il participe aux Jeux olympiques d'été de 1956 à Stockholm dans l'épreuve de dressage, à nouveau avec Laaos ; il est le seul cavalier finlandais dans cette épreuve. Il termine 31e.
Roiha remporte cinq fois la Coupe de Turku, épreuve de saut d'obstacles. De 1949 à 1951, le cheval est Roa, en 1952 Laaos et en 1953 Jessa.
Le lieutenant-colonel Mauno Roiha est le président de la Société Hippique d'Oulu de 1955 à 1957 et 1960.